# Schwarzschopfflöter

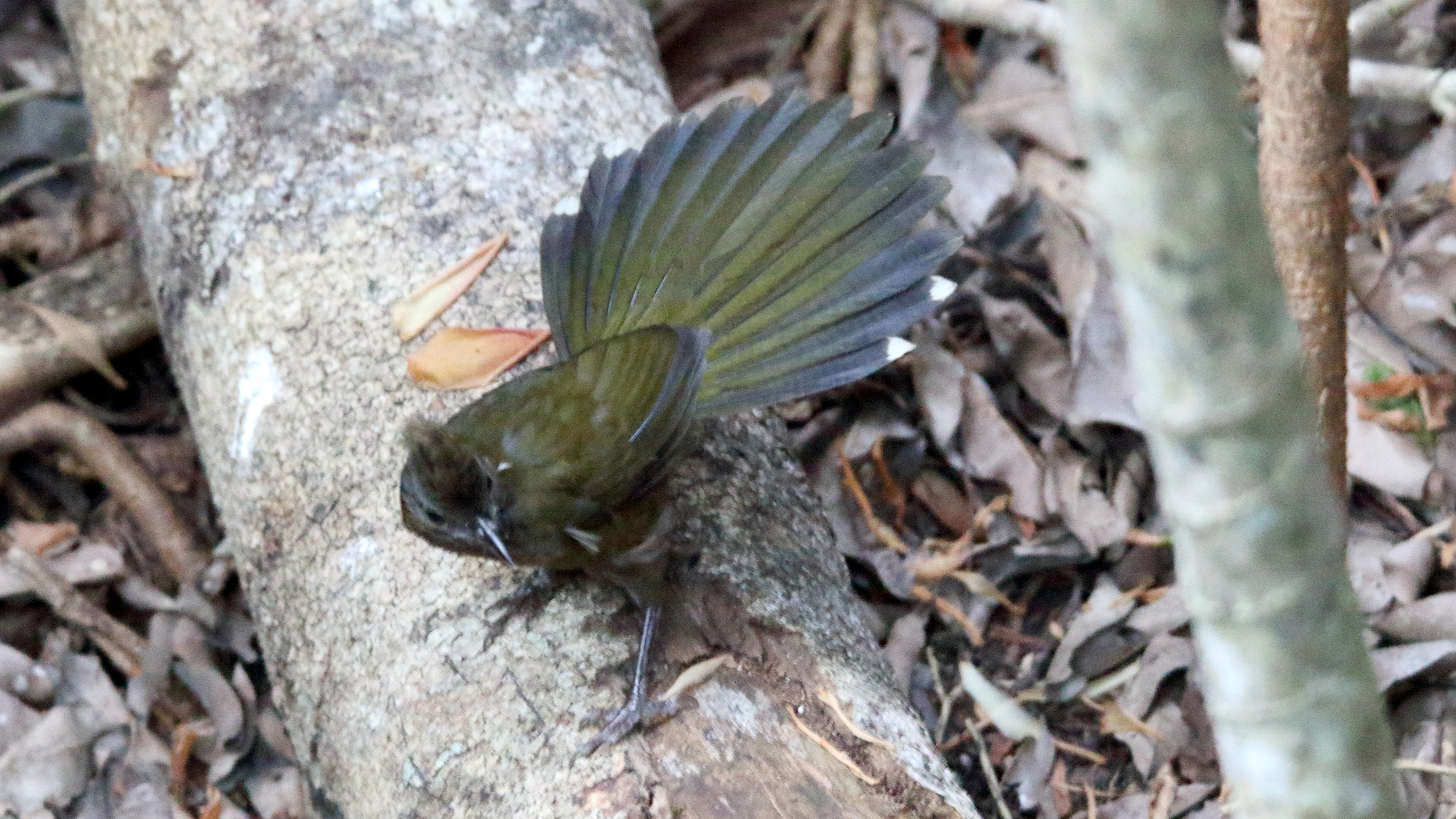
Schwarzschopfflöter mit fächerförmig ausgestelltem Schwanz

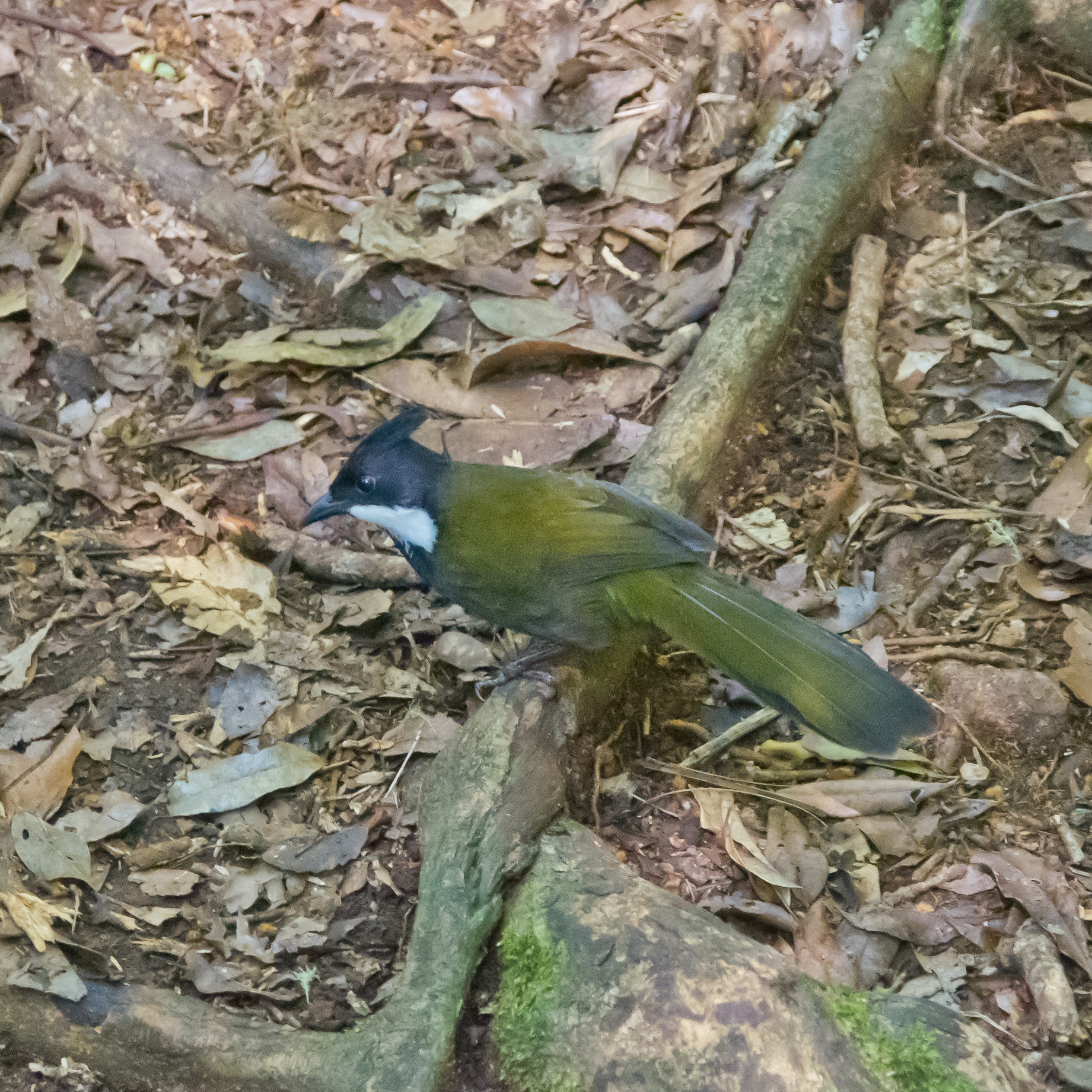
Schwarzschopfflöter bei der Nahrungssuche im Laub

Der Schwarzschopfflöter (Psophodes olivaceus) ist ein endemisch in Australien vorkommender Singvogel aus der Familie der Australflöter (Psophodidae).

## Merkmale
Schwarzschopfflöter erreichen im Durchschnitt eine Länge von 30 Zentimetern und ein Gewicht von 48 bis 75 Gramm. Die Geschlechter sind farblich sehr ähnlich. Die Oberseite einschließlich der Flügel ist dunkel olivbraun. Der Kopf ist schwarz und trägt eine Haube, die zuweilen steil aufgestellt wird. Von der dunklen Unterseite hebt sich neben der Kehle ein breiter weißer Wangenstreif ab. Die langen olivbraunen Schwanzfedern sind abgestuft und können zu einem Fächer ausgestellt werden. Die äußeren Schwanzfedern zeigen eine weiße Spitze.

## Ähnliche Arten
Der Schwarzkehlflöter (Psophodes nigrogularis) ist kleiner, graubraun gefärbt, zeigt nur einen sehr schmalen weißen Seitenstreifen neben der schwarzen Kehle und kommt ausschließlich im Westen Australiens vor, sodass es keine geographische Überlappung der beiden Arten gibt.

## Verbreitung, Unterarten und Lebensraum
Schwarzschopfflöter kommen an der Ostküste Australiens vor. Ihr bevorzugter Lebensraum sind Regenwälder, die reich an welkem Laub und Totholz sind. Die Höhenverbreitung reicht vom Meeresspiegel bis auf 1560 Meter. Neben der in den mittleren Küstenregionen von Queensland durch New South Wales bis in den Südosten von Victoria vorkommenden Nominatform Psophodes olivaceus olivaceus wird die in Far North Queensland vorkommende Unterart Psophodes olivaceus lateralis geführt.

## Lebensweise
Schwarzschopfflöter leben monogam oder in kleinen Gruppen. Sie halten sich sehr versteckt im Unterholz auf. Ihre Nahrung besteht in erster Linie aus Wirbellosen, die sie am Waldboden im Laub suchen. Dabei scharren sie mit ihren großen, starken Füßen durch die Blattstreu. Die Brutzeit reicht vom späten Winter bis zum Frühling. Das lose gebaute, offene Nest wird aus Zweigen und Stöcken gefertigt und mit weichen Gräsern ausgekleidet. Es wird in Höhen zwischen drei und vier Metern Höhe in Sträuchern oder Bäumen angelegt. Es können mehrere Bruten im Jahr stattfinden. Ein Gelege besteht aus zwei bis drei Eiern, die eine hellblaue Farbe haben und mit schwärzlich Flecken gesprenkelt ist. Die Weibchen bebrüten die Eier 18 Tage lang. Nach dem Schlüpfen werden die Küken 12 Tage von beiden Eltern gefüttert, verlassen dann das Nest und werden von den Eltern weitere sechs Wochen versorgt.

## Stimme
Der Ruf des Schwarzschopfflöters ist laut und schrill und einer der bekanntesten Klänge der Wälder Ostaustraliens. Obwohl die Vögel selbst im Unterholz oft versteckt bleiben, sind ihre scharfen, peitschenknallähnlichen Rufe laut und unverwechselbar und  werden oftmals als ein gesangliches Duett zwischen zwei Vögeln vorgetragen. In der Regel beginnt das Männchen mit einem gedehnten Pfeifton, dem ein sehr lauter, kurzer, einem Peitschenknall ähnlicher Ton folgt. Daraufhin antwortet das Weibchen mit einer zwei bis viertönigen Phrase. Im weiteren Verlauf können Klangvariationen der anfänglichen Töne oder neue Phrasierungen folgen. Zuweilen werden auch imitierte Geräusche eingestreut. Wegen des peitschenknallähnlichen Tons wird die Art im englischen Sprachgebrauch als Eastern Whipbird (whip = Peitsche) bezeichnet.

## Gefährdung
Die Populationen des Schwarzschopfflöters sind zwar rückläufig, dennoch wird die Art von der Weltnaturschutzorganisation IUCN als „least concern = nicht gefährdet“ geführt.